# Ministro principal de Francia
El ministro principal de Francia o, más cerca del término francés, ministro principal de Estado (en francés: principal ministre d'État), o primer ministro de Francia fueron y son títulos informales otorgados a varios personajes que recibieron diversos grados de poder para gobernar el Reino de Francia en nombre del monarca durante el Antiguo Régimen. Sin embargo, los títulos eran informales y se utilizaban más como descripciones de puestos.

## Historia
Como el título de ministro principal era extraoficial, el monarca mantuvo todos sus poderes, encomendando al ministro principal la tarea de hacer efectivas sus órdenes. Sin embargo, durante los momentos en que el rey estaba ausente del país, muy enfermo, indiferente o no apto para gobernar, el ministro principal tenía un papel importante, convirtiéndose en la verdadera mente detrás del funcionamiento del Estado.
Por lo general, los ministros principales eran miembros del Consejo Real (la forma arcaica de gabinete) o altos miembros de la nobleza francesa o del clero católico.
A partir de 1661, Luis XIV y sus sucesores se negaron a permitir que cualquiera de sus ministros fuera considerado más importante que otros, por lo que el término no se utilizó. Se utilizó el título de "ministro principal de Estado", sin embargo, el título anterior no se recuperó después de Luis XIV.[cita requerida]
Con el estallido de la Revolución francesa en 1789, el ministro principal de Estado perdió progresivamente importancia e influencia dentro de la política nacional. Finalmente, con la llegada de la monarquía constitucional en 1791, el título de ministro principal dejó de existir.